# Milano-Modena 1953
La Milano-Modena 1953, trentanovesima edizione della corsa, si svolse il 1º novembre 1953 su un percorso di 186 km. La vittoria fu appannaggio dell'italiano Andrea Barro, che completò il percorso in 4h38'00", alla media di 40,144 km/h, precedendo i connazionali Arnaldo Faccioli e Tranquillo Scudellaro.

## Ordine d'arrivo (Top 10)
| Pos. | Corridore             | Squadra | Tempo    |
| ---- | --------------------- | ------- | -------- |
| 1    | Andrea Barro          | Torpado | 4h38'00" |
| 2    | Arnaldo Faccioli      | Welter  | s.t.     |
| 3    | Tranquillo Scudellaro | Legnano | s.t.     |
| 4    | Alberto Zamponi       | -       | s.t.     |
| 5    | Giuseppe Doni         | Torpado | s.t.     |
| 6    | Gianni Ghidini        | Atala   | s.t.     |
| 7    | Ivanoe Chiozzi        | -       | s.t.     |
| 8    | Gino Guerrini         | Lygie   | s.t.     |
| 9    | Ivo Pugi              | -       | s.t.     |
| 10   | Romano Cavallari      | -       | s.t.     |